# Kaminaráta
Kaminaráta är en ort i Grekland.   Den ligger i prefekturen Nomós Kefallinías och regionen Joniska öarna, i den sydvästra delen av landet, 290 km väster om huvudstaden Aten. Kaminaráta ligger 343 meter över havet och antalet invånare är 239. Den ligger på ön Kefalonia Island.
Terrängen runt Kaminaráta är huvudsakligen kuperad, men åt sydost är den platt. Havet är nära Kaminaráta västerut.  Närmaste större samhälle är Lixoúri, 5,7 km öster om Kaminaráta. Trakten runt Kaminaráta består till största delen av jordbruksmark.